# Världsmästerskapen i alpin skidsport 1997
Världsmästerskapen i alpin skidsport 1997 arrangerades i Sestriere, Italien mellan 3 och 15 februari 1997.

## Ansökan
Den 12 juni 1992 meddelades från FIS-kongressen i Budapest att Sestriere skulle få arrangera tävlingarna. Bland övriga kandidatorter fanns Garmisch-Partenkirchen, Laax och Chamonix.

## Resultat herrar

### Störtlopp
Datum: 8 februari 1997

| Placering | Land    | Namn             | Tid     |
| --------- | ------- | ---------------- | ------- |
| 1         | Schweiz | Bruno Kernen     | 1:51.11 |
| 2         | Norge   | Lasse Kjus       | 1:51.18 |
| 3         | Italien | Kristian Ghedina | 1:51.46 |

### Super-G
Datum: 3 februari 1997
| Placering | Land      | Namn          | Tid     |
| --------- | --------- | ------------- | ------- |
| 1         | Norge     | Atle Skårdal  | 1:29.68 |
| 2         | Norge     | Lasse Kjus    | 1:29.89 |
| 3         | Österrike | Günther Mader | 1:30.01 |

### Storslalom
Datum: 12 februari 1997
| Placering | Land      | Namn                 | Tid     |
| --------- | --------- | -------------------- | ------- |
| 1         | Schweiz   | Michael von Grünigen | 2:48.23 |
| 2         | Norge     | Lasse Kjus           | 2:49.35 |
| 3         | Österrike | Andreas Schifferer   | 2:49.68 |

### Slalom
Datum: 15 februari 1997
| Placering | Land      | Namn            | Tid     |
| --------- | --------- | --------------- | ------- |
| 1         | Norge     | Tom Stiansen    | 1:42.12 |
| 2         | Frankrike | Sébastien Amiez | 1:42.23 |
| 3         | Italien   | Alberto Tomba   | 1:42.25 |

### Kombination
Datum: 6 februari 1997
| Placering | Land      | Namn                | Tid     |
| --------- | --------- | ------------------- | ------- |
| 1         | Norge     | Kjetil André Aamodt | 3:10.40 |
| 2         | Schweiz   | Bruno Kernen        | 3:10.68 |
| 3         | Österrike | Mario Reiter        | 3:11.69 |

## Reusltat damer

### Störtlopp
Datum: 15 februari 1997
| Placering | Land    | Namn             | Tid     |
| --------- | ------- | ---------------- | ------- |
| 1         | USA     | Hilary Lindh     | 1:41.18 |
| 2         | Schweiz | Heidi Zurbriggen | 1:41.24 |
| 3         | Sverige | Pernilla Wiberg  | 1:41.44 |

### Super-G
Datum: 11 februari 1997
| Placering | Land     | Namn            | Tid     |
| --------- | -------- | --------------- | ------- |
| 1         | Italien  | Isolde Kostner  | 1:23.50 |
| 2         | Tyskland | Katja Seizinger | 1:23.58 |
| 3         | Tyskland | Hilde Gerg      | 1:23.64 |

### Storslalom
Datum: 9 februari 1997
| Placering | Land      | Namn               | Tid     |
| --------- | --------- | ------------------ | ------- |
| 1         | Italien   | Deborah Compagnoni | 2:39.19 |
| 2         | Schweiz   | Karin Roten        | 2:39.99 |
| 3         | Frankrike | Leila Piccard      | 2:40.95 |

### Slalom
Datum: 5 februari 1997
| Placering | Land    | Namn               | Tid     |
| --------- | ------- | ------------------ | ------- |
| 1         | Italien | Deborah Compagnoni | 1:43.88 |
| 2         | Italien | Lara Magoni        | 1:45.15 |
| 3         | Schweiz | Karin Roten        | 1:45.48 |

### Kombination
Datum: 15 februari 1997
| Placering | Land      | Namn            | Tid     |
| --------- | --------- | --------------- | ------- |
| 1         | Österrike | Renate Götschl  | 3:03.38 |
| 2         | Tyskland  | Katja Seizinger | 3:03.42 |
| 3         | Tyskland  | Hilde Gerg      | 3:03.46 |

## Medaljligan
| Placering | Land      | Guld | Silver | Brons | Total |
| --------- | --------- | ---- | ------ | ----- | ----- |
| 1         | Norge     | 3    | 3      | -     | 6     |
| 2         | Italien   | 3    | 1      | 2     | 6     |
| 3         | Schweiz   | 2    | 3      | 1     | 2     |
| 4         | Österrike | 1    | -      | 3     | 4     |
| 5         | USA       | 1    | -      | -     | 1     |
| 6         | Tyskland  | -    | 2      | 2     | 4     |
| 7         | Frankrike | -    | 1      | 1     | 2     |
| 8         | Sverige   | -    | -      | 1     | 1     |

### Fotnoter
1. ↑  ”Norge och Italien fick VM -97”. Dagens nyheter. 13 juni 1992. http://www.dn.se/arkiv/sport/norge-och-italien-fick-vm-97/. Läst 12 december 2016.